# الكويدا دي فيو
بلدية الكُدية أو (نقحرة: الكويدا دي فيو (بالإسبانية: Alcudia de Veo)‏، هي إحدى بلديات مقاطعة قسطلونة التي تقع في منطقة بلنسية، في شرق إسبانيا.
يبلغ عدد سكانها 211 نسمة وفقاً لإحصائية سنة (2006).